# Чушља (Вранча)
Чушља (рум. Ciușlea) насеље је у Румунији у округу Вранча у општини Гароафа. Oпштина се налази на надморској висини од 45 m.

## Становништво
Према подацима из 2002. године у насељу је живело 1268 становника, од којих су сви румунске националности.